# Oskar Enqvist
Oskar Wilhelm Enqvist (ryska, med patronymikon: О́скар Адо́льфович Энквист, Oskar Adolfovitj Enkvist), född 28 oktober 1849, död 3 mars 1912, var en finlandssvensk amiral i den kejserliga ryska flottan, framför allt känd för sin roll i rysk-japanska kriget, 1904–1905.

## Uppväxt och tidig karriär
Enqvist föddes som son till kapten Adolf Frederik Enqvist av finlandssvensk härkomst och luthersk tro. Enqvist var klasskamrat med den blivande amiralen Nikolaj Nebogatov vid Sjökadettkåren år 1866. Han befordrades till gardemarin 1869 och tog examen som sjökadett 1871. Han tjänstgjorde i den ryska Östersjöflottan från 1871 till 1874 och befordrades till löjtnant den 30 augusti 1874. Från den 15 juni 1884 till den 24 oktober 1886 var han officer på kanonbåten Sivuch, där han ledde en expedition till Fjärran Östern. Den 13 april 1886 befordrades han till kommendörkapten, medan han fortfarande befann sig på expeditionen.
Den 28 oktober 1887 återvände han till Ryssland. Den 9 april 1888 överfördes Enqvist till kryssaren Pamiat Azova som sekond, ombord på vilken han företog en andra resa till Fjärran Östern mellan 1890 och 1891. Ombord på skeppet befann sig även tsarevitj Nikolaj II under sin rundresa till olika länder i Asien.

## Högre befattning
Från den 25 maj 1891 till den 21 september 1893 kommenderade Enqvist kanonbåten Bobr och bevakade hydrologiska studier utanför Koreas kuster. Under denna resa befordrades han till kommendör, den 6 december 1894. Vid återkomsten från resan utnämndes Enqvist den 5 juni 1895 till kapten för träningskryssaren Gerzog Edinburgski, en befattning han innehade fram till den 7 juni 1899. Den 6 december 1901 befordrades Enqvist till konteramiral. Med denna rang tilldelades han befäl för hamnen och staden Nikolajev från den 9 september 1902 till den 26 april 1904.

## Rysk–japanska kriget

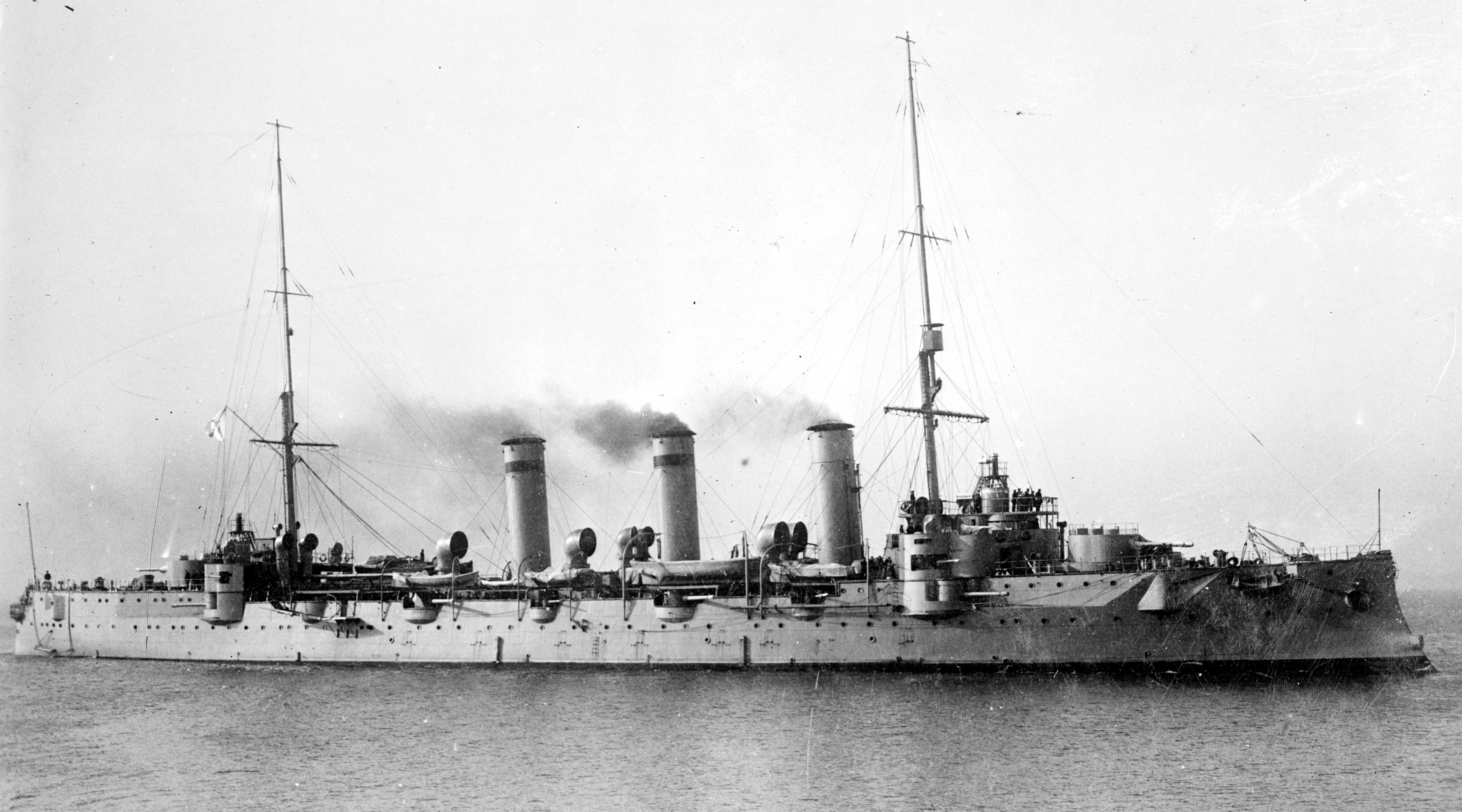
Enqvist gjorde det nya kryssarfartyget Oleg till sitt flaggskepp.

Under det rysk-japanska kriget utnämndes Enqvist till befälhavare för den första kryssardivisionen inom den andra stillahavsflottan, detta trots att han hade lägre rang än flera andra officerare; utnämningen skedde till stor del på grund av det politiska stödet han åtnjöt från hans kusin Theodor Avellan, stabschef vid det ryska amiralitetet och marinminister. Enqvist gjorde det nya kryssarfartyget Oleg till sitt flaggskepp. Viceamiral Zinovij Rozjestvenskij betraktade Enqvist som en politisk opportunist och vägrade ge honom ett självständigt kommando, samt tvingade honom att segla med huvudstyrkan runt Afrika.
Under slaget vid Tsushima den 27–28 maj 1905, beslutade Enqvist att undvika fångenskap eller förstörelse i händerna på den kejserliga japanska flottan och meddelade sina officerare vid slutet av den första dagen av slaget att han hade beslutat att fly istället för att fortsätta striden eller försöka nå Vladivostok. Trots sina officerares invändningar beordrade Enqvist Oleg att segla söderut tillsammans med fartygen Aurora och Zhemchug. De sökte skydd i den neutrala hamnen Manila där han och hans division blev internerade av amerikanerna tills krigets slut.

## Pensionering och död
Efter sin återkomst till Ryssland blev Enqvist den 10 november 1907 entledigad från tjänst i den ryska kejserliga flottan med graden viceamiral. Oskar Wilhelm Enqvist avled den 3 mars 1912 i Kronstadt och begravdes där.

## Ordnar, förtjänsttecken och medaljer

### Tsarryska
- Sankt Stanislausordens 2:a klass, 8 januari, 1890
- Sankt Annas ordens 2:a klass, 1892
- Sankt Vladimirs ordens 4:e klass med båge, 1897.
- Sankt Vladimirs ordens 3:e klass, 6 december, 1899.
- Sankt Stanislausordens 1:a klass, 1 januari, 1904

### Utländska
- Frälsarens orden, Riddare, 1866 (Grekland)
- Heliga skattens orden, 3:e klass, 1891 (Japan)
- Röda örns orden, 2:a klass, 1897 (Preußen)
- Officer av Hederslegionen, 1897 (Frankrike)
- Frälsarens orden, Kommendör, 1899 (Grekland)
- Sankt Mauritius- och Lazarusorden, Kommendör, 1900 (Italien)
- Uppgående solens orden, 3:e klass, 1902 (Japan)